# Mouchamps

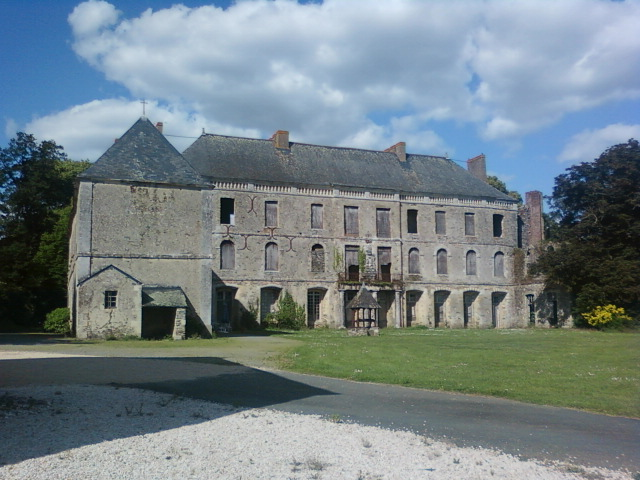
Landhuis

Mouchamps is een gemeente in het Franse departement Vendée (regio Pays de la Loire) en telt 2443 inwoners (1999). De plaats maakt deel uit van het arrondissement La Roche-sur-Yon.

## Geografie
De oppervlakte van Mouchamps bedraagt 54,5 km², de bevolkingsdichtheid is 44,8 inwoners per km².
De onderstaande kaart toont de ligging van Mouchamps met de belangrijkste infrastructuur en aangrenzende gemeenten.

## Demografie
Onderstaande figuur toont het verloop van het inwonertal (bron: INSEE-tellingen).